# Fortune Charumbira
Fortune Zephania Charumbira (10 giugno 1962) è un politico zimbabwese.
Ricopre le cariche di Presidente del Parlamento panafricano dal 29 giugno 2022 e del Consiglio dei capi dello Zimbabwe dal 2013. Precedentemente è stato il 4º Vicepresidente del Parlamento Panafricano e Vice Ministro del Ministero degli enti locali e dei lavori pubblici dello Zimbabwe durante gli anni 2000.